# Sextius depressus
Sextius depressus är en insektsart som beskrevs av Goding. Sextius depressus ingår i släktet Sextius och familjen hornstritar. Inga underarter finns listade i Catalogue of Life.